# Rodulfus (Vermandois)
Rodulfus (franz.: Raoul; † 28. Juni 896) war ein Graf im Vermandois aus dem Haus Flandern. Er war ein Sohn des Grafen Balduin I. Eisenarm von Flandern und der Judith, einer Tochter Kaiser Karls des Kahlen.
Mit der Unterstützung seines älteren Bruders, Graf Balduin II. von Flandern, eroberte Rodulfus im Jahr 895 die Burg von Saint-Quentin und bemächtigte sich zusätzlich der Burg von Péronne, wodurch er der mächtigste Mann des Vermandois wurde. Mit König Odo geriet er umgehend in einen Streit über die Verfügungsgewalt auf die anliegende Abtei Saint-Quentin, was zu seiner Nichtanerkennung als Graf von Seiten des Königs führte. Im folgenden Jahr wurde Rodulfus von dem Grafen Heribert I. angegriffen und im Kampf getötet, worauf das Vermandois dauerhaft an dessen Familie fiel.
Der Tod des Rodulfus wurde später von dessen Bruder Balduin II. von Flandern gerächt, der den Grafen Heribert I. ermorden ließ.
Rodulfus/Raoul wird in der jüngeren Geschichtsliteratur gelegentlich als „Graf von Cambrai“ bezeichnet, was allerdings aus seiner Verwechslung mit dem Sohn des Raoul de Gouy (Erstes Haus Valois) durch den Chronisten Flodoard von Reims resultiert, welcher im 13. Jahrhundert als Held einer Chanson de geste („Raoul de Cambrai“) in die französische Lyrik eingegangen ist.
Angeblich war er der Schwiegervater des Grafen Isaak von Cambrai, was aber durch keine Quelle zu belegen ist.